# Albrecht Weyermann (Politiker)

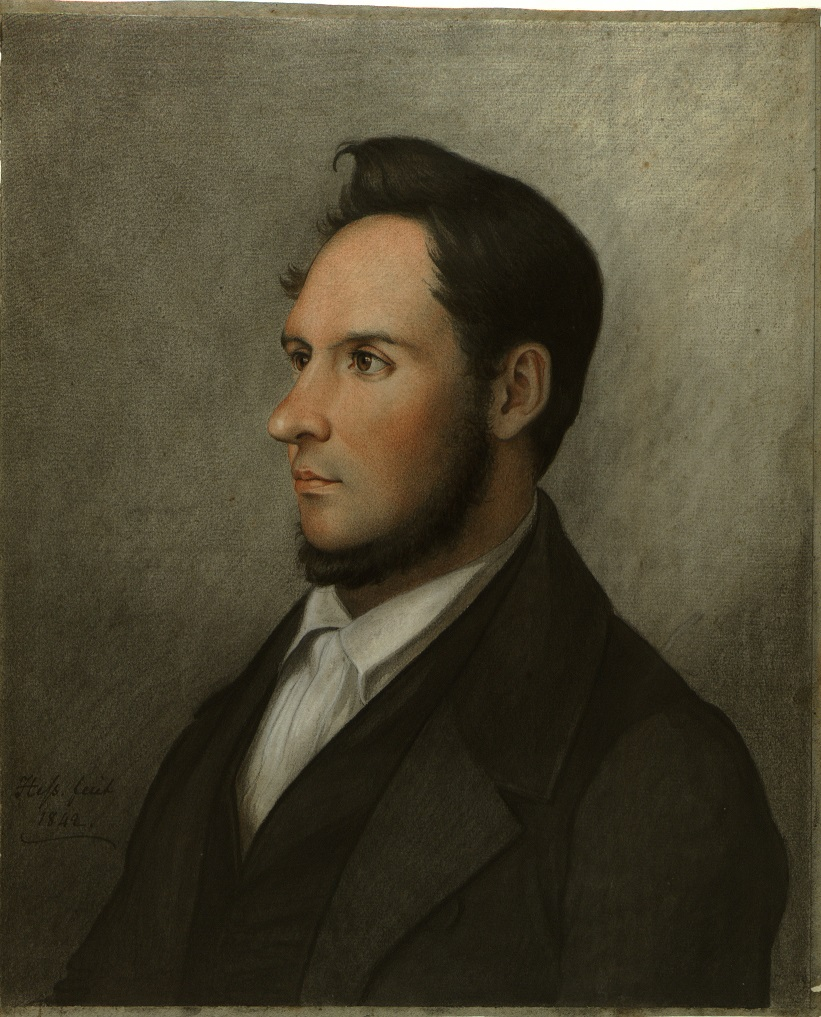
Albrecht Weyermann im Jahr 1842

Albrecht Weyermann (* 10. August 1809 in Unterseen; † 15. Februar 1885 in Utzenstorf) war ein Schweizer Politiker und reformierter Pfarrer. Er war 1847/48 für drei Monate interimistischer Bundeskanzler, von 1851 bis 1857 gehörte er dem Nationalrat an.

## Biografie
Weyermann war der Sohn eines Notars. Nach dem frühen Tod seiner Eltern kam er nach Bern ins Waisenhaus, wo er seine Schulbildung erhielt. Ab 1826 studierte er Theologie an der Berner Akademie (Vorläuferin der Universität Bern). Seine erste Stelle als Pfarrer trat er in Binningen an, wo er sogleich in die Kämpfe um die Basler Kantonstrennung verwickelt wurde. Dabei stellte er sich als überzeugter Radikalliberaler auf die Seite der rebellierenden Landbevölkerung. Weyermann war am entscheidenden Gefecht an der Hülftenschanz beteiligt, das die Gründung des Kantons Basel-Landschaft zur Folge hatte. Er blieb bis 1842 in Binningen, wo er unter anderem Bekanntschaft mit Georg Herwegh machte. Anlässlich seiner Verabschiedung wurde ihm ein kostbarer silberner Huldigungspokal mit Wappengravur und folgender Inschrift gewidmet: "Dem Herrn Pfr. Weyermann zum Andenken von seinen Freunden in Biningen geweiht. Neubad, den 6. Sept. 1842."
Weyermann wechselte 1842 zur Pfarrei Gsteig bei Interlaken und wurde zu einem der wichtigsten radikalliberalen Akteure im Berner Oberland. Im März 1845 beteiligte er sich am zweiten Freischarenzug nach Luzern. 1846 gehörte er dem Verfassungsrat an. Im selben Jahr gab er die Pfarrstelle auf, nachdem ihn der Regierungsrat des Kantons Bern zum Staatsschreiber ernannt hatte. Am 2. November 1847 trat Josef Franz Karl Amrhyn als Bundeskanzler zurück, da er aus Gewissensgründen den Kriegsbeschluss gegen den Sonderbund nicht unterzeichnen wollte. Die Bundeskanzlei war führungslos, weshalb die Tagsatzung diese Aufgabe Weyermann übertrug, dem Staatsschreiber des damaligen Vororts Bern. Er blieb bis zur Wahl seines Nachfolgers Johann Ulrich Schiess am 7. Februar 1848 im Amt.
Nach der Machtübernahme der Konservativen im Kanton Bern wurde Weyermann 1850 als Staatsschreiber entlassen. Im Bernischen Volksverein, der von seinem Freund Jakob Stämpfli ins Leben gerufenen radikalen Sammelbewegung, wirkte er als Sekretär; ausserdem war er freier Mitarbeiter bei Stämpflis «Berner-Zeitung». 1851 gründete Weyermann zusammen mit Friedrich Seiler eine Parkettfabrik in Interlaken, die er bis 1870 als Direktor leitete. 1851 wurde Weyermann in den Grossen Rat des Kantons Bern gewählt, dem er bis 1854 angehörte. Er kandidierte bei den Nationalratswahlen 1851 und war im Wahlkreis Oberland erfolgreich. Sechs Jahre später wurde er nicht wiedergewählt. Nach seiner Direktorentätigkeit in Interlaken wirkte er ab 1870 bis zu seinem Tod als Pfarrer in Utzenstorf.
Weyermanns Nachlass befindet sich in der Burgerbibliothek Bern.